# جورج فورمبی

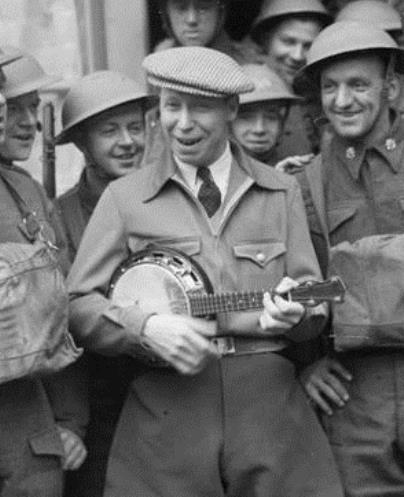
جورج فورمبی به همراه نظامیان بریتانیایی در فرانسه، سال ۱۹۴۰ (در خلال جنگ جهانی دوم)

جورج فورمبی (به انگلیسی: George Formby)(زاده ۲۶ می ۱۹۰۴ و درگذشته ۶ مارس ۱۹۶۱) بازیگر، خواننده، ترانه‌نویس و کمدین اهل انگلستان بود. وی به خاطر بازی‌هایش در دهه ۱۹۳۰ و ۱۹۴۰ میلادی در دنیای سینما شناخته شد. جورج فورمبی با نواختن سازهای یوکللی و بانجو و همچنین سرودن ترانه‌های کمدی، به پردرآمدترین بازیگر بریتانیا تبدیل شده بود.